# Copa do Mundo de Futebol Feminino Sub-17 de 2010
A Copa do Mundo de Futebol Feminino Sub-17 de 2010 foi a segunda edição do evento organizado pela Federação Internacional de Futebol (FIFA) e realizou-se em Trinidad Tobago entre 5 e 25 de setembro de 2010.
Após o título da Coreia do Norte na edição inaugural, a vizinha Coreia do Sul conquistou o título dessa vez ao vencer outra seleção asiática, o Japão, na disputa por pênaltis após 3 a 3 no tempo regulamentar.

## Selecções qualificadas
Participaram no torneio um total de 16 selecções representantes das seis confederações, tendo Trinidad Tobago garantido lugar como anfitriã.
| Confederação                                  | Torneio de qualificação                 | Qualificada (s)                     |
| --------------------------------------------- | --------------------------------------- | ----------------------------------- |
| AFC (Ásia)                                    | Campeonato Asiático Sub-16 de 2009      | Coreia do Norte Coreia do Sul Japão |
| CAF (África)                                  | Campeonato Africano Sub-17 de 2010      | Nigéria Gana África do Sul          |
| CONCACAF (América do Norte, Central e Caribe) | Campeonato da CONCACAF Sub-17 de 2010   | Canadá México                       |
| CONMEBOL (América do Sul)                     | Campeonato Sul-Americano Sub-17 de 2010 | Brasil Chile Venezuela              |
| OFC (Oceania)                                 | Torneio Qualificatório Sub-17 da OFC    | Nova Zelândia                       |
| UEFA (Europa)                                 | Campeonato Europeu Sub-17 de 2010       | Espanha Irlanda Alemanha            |
| País-sede                                     | País-sede                               | Trinidad e Tobago                   |

## Cidades e estádios
| Port of Spain                              | Arima/Malabar                          | Couva                                 | Marabella                                | Scarborough                            |
| ------------------------------------------ | -------------------------------------- | ------------------------------------- | ---------------------------------------- | -------------------------------------- |
| Estádio Hasely Crawford Capacidade: 27 000 | Estádio Larry Gomes Capacidade: 10 000 | Estádio Ato Boldon Capacidade: 10 000 | Estádio Manny Ramjohn Capacidade: 10 000 | Estádio Dwight Yorke Capacidade: 7 500 |
|                                            |                                        |                                       |                                          |                                        |

## Arbitragem
Esta é a lista de árbitras e assistentes que atuaram na competição:
| Árbitros               | Assistentes                                                                                |
| AFC                    | AFC                                                                                        |
| ---------------------- | ------------------------------------------------------------------------------------------ |
| KOR Cha Sung-Mi        | PRK Hong Kum-Nyo AUS Airlie Keen KOR Kim Kyoung-Min TPE Liu Hsiu-Mei CHN Zhang Lingling    |
| CHN Wang Jia           | PRK Hong Kum-Nyo AUS Airlie Keen KOR Kim Kyoung-Min TPE Liu Hsiu-Mei CHN Zhang Lingling    |
| JPN Sachiko Yamagishi  | PRK Hong Kum-Nyo AUS Airlie Keen KOR Kim Kyoung-Min TPE Liu Hsiu-Mei CHN Zhang Lingling    |
| CAF                    |                                                                                            |
| GUI Therese Sagno      | MAR Souad Oulhaj                                                                           |
| CONCACAF               |                                                                                            |
| MEX Quetzalli Alvarado | MEX Mayte Chávez MEX Lixy Enríquez MEX Rita Muñoz SLV Patricia Pacheco HON Shirley Perello |
| TRI Shane de Silva     | MEX Mayte Chávez MEX Lixy Enríquez MEX Rita Muñoz SLV Patricia Pacheco HON Shirley Perello |
| CAN Michelle Pye       | MEX Mayte Chávez MEX Lixy Enríquez MEX Rita Muñoz SLV Patricia Pacheco HON Shirley Perello |

| Árbitros            | Assistentes |
| CONMEBOL            | CONMEBOL |
| ------------------- | --- |
| ARG Estela Álvarez  | URU Mariana Corbo ARG María Rocco |
| OFC                 | |
| FIJ Finau Vulivuli  | NZL Jacqui Stephenson TGA Lata Tuifutuna |
| UEFA                | |
| HUN Gyöngyi Gaál    | NED Nicolet Baker ITA Cristina Cini TUR Secim Demirel FIN Anu Jokela GRE Panagiota Koutsoumpou SVK Maria Lisicka HUN Brigitta Makkosne FIN Tonja Paavola ITA Romina Santuari |
| FIN Kirsi Heikkinen | NED Nicolet Baker ITA Cristina Cini TUR Secim Demirel FIN Anu Jokela GRE Panagiota Koutsoumpou SVK Maria Lisicka HUN Brigitta Makkosne FIN Tonja Paavola ITA Romina Santuari |
| GRE Thalia Mitsi    | NED Nicolet Baker ITA Cristina Cini TUR Secim Demirel FIN Anu Jokela GRE Panagiota Koutsoumpou SVK Maria Lisicka HUN Brigitta Makkosne FIN Tonja Paavola ITA Romina Santuari |
| AUT Tanja Schett    | NED Nicolet Baker ITA Cristina Cini TUR Secim Demirel FIN Anu Jokela GRE Panagiota Koutsoumpou SVK Maria Lisicka HUN Brigitta Makkosne FIN Tonja Paavola ITA Romina Santuari |
| SUI Esther Staubli  | NED Nicolet Baker ITA Cristina Cini TUR Secim Demirel FIN Anu Jokela GRE Panagiota Koutsoumpou SVK Maria Lisicka HUN Brigitta Makkosne FIN Tonja Paavola ITA Romina Santuari |

## Fase de grupos
O sorteio que determinou a composição dos grupos foi realizado em 5 de maio de 2010 no hotel Hyatt Regency, em Port of Spain.

### Grupo A
| Seleção           | P | J | V | E | D | GP | GC | SG |
| ----------------- | - | - | - | - | - | -- | -- | -- |
| Nigéria           | 9 | 3 | 3 | 0 | 0 | 10 | 3  | +7 |
| Coreia do Norte   | 6 | 3 | 2 | 0 | 1 | 6  | 3  | +3 |
| Trinidad e Tobago | 3 | 3 | 1 | 0 | 2 | 3  | 4  | -1 |
| Chile             | 0 | 3 | 0 | 0 | 3 | 1  | 10 | -9 |

Todas as partidas seguem o fuso horário de Trinidad e Tobago (UTC-4).
| 5 de setembro | Nigéria                    | 3 – 2     | Coreia do Norte                     | Estádio Hasely Crawford, Port of Spain       |
| 15:00         | Okobi 3', 79' · Ordega 77' | Relatório | Kim Su-Gyong 28' · Kim Kum-Jong 58' | Público: 13 646 Árbitro: FIN Kirsi Heikkinen |

| 5 de setembro | Trinidad e Tobago      | 2 – 1     | Chile        | Estádio Hasely Crawford, Port of Spain    |
| 18:00         | Simmons 9' · Hinds 80' | Relatório | Rothfeld 83' | Público: 13 646 Árbitro: HUN Gyöngyi Gaál |

| 8 de setembro | Coreia do Norte                                | 3 – 0     | Chile | Estádio Manny Ramjohn, Marabella            |
| 16:00         | Kim Kum-Jong 44', 72' · Pong Son-Hwa 85' (pen) | Relatório |       | Público: 10 000 Árbitro: FIJ Finau Vulivuli |

| 8 de setembro | Trinidad e Tobago | 1 – 2     | Nigéria                | Estádio Manny Ramjohn, Marabella          |
| 19:00         | Hinds 36'         | Relatório | Ordega 28' · Ayila 86' | Público: 10 000 Árbitro: AUT Tanja Schett |

| 12 de setembro | Coreia do Norte | 1 – 0     | Trinidad e Tobago | Estádio Ato Boldon, Couva                |
| 18:00          | Kim Su-Gyong 3' | Relatório |                   | Público: 8 500 Árbitro: GRE Thalia Mitsi |

| 12 de setembro | Chile | 0 – 5     | Nigéria                                        | Estádio Larry Gomes, Arima               |
| 18:00          |       | Relatório | Ordega 15' · Ayila 41', 51', 72' · Okobi 90+1' | Público: 2 335 Árbitro: CAN Michelle Pye |

### Grupo B
| Seleção       | P | J | V | E | D | GP | GC | SG  |
| ------------- | - | - | - | - | - | -- | -- | --- |
| Alemanha      | 9 | 3 | 3 | 0 | 0 | 22 | 1  | +21 |
| Coreia do Sul | 6 | 3 | 2 | 0 | 1 | 7  | 5  | +2  |
| México        | 3 | 3 | 1 | 0 | 2 | 5  | 13 | -8  |
| África do Sul | 0 | 3 | 0 | 0 | 3 | 2  | 17 | -15 |

| 5 de setembro | Alemanha                                                                         | 9 – 0     | México | Estádio Dwight Yorke, Scarborough             |
| 16:00         | Lotzen 4', 35' · Petermann 12', 13', 72' · Malinowski 42', 55', 66' · Demann 47' | Relatório |        | Público: 2 961 Árbitro: JPN Sachiko Yamagishi |

| 5 de setembro | África do Sul  | 1 – 3     | Coreia do Sul                            | Estádio Dwight Yorke, Scarborough        |
| 19:00         | Seoposenwe 53' | Relatório | Yeo Min-Ji 37', 56' · Shin Dam-Yeong 77' | Público: 2 961 Árbitro: AUT Tanja Schett |

| 8 de setembro | Alemanha                                                                                                   | 10 – 1    | África do Sul  | Estádio Dwight Yorke, Scarborough        |
| 16:00         | Lotzen 12' · Malinowski 19', 29', 36', 57' · Leupolz 24', 25' · Petermann 35', 37' · Seoposenwe 45' (g.c.) | Relatório | Seoposenwe 31' | Público: 1 830 Árbitro: CAN Michelle Pye |

| 8 de setembro | Coreia do Sul                                                    | 4 – 1     | México   | Estádio Dwight Yorke, Scarborough          |
| 19:00         | Kim Na-Ri 27' · Yeo Min-Ji 40' · Kim Da-Hye 76' · Lee Yoo-Na 90' | Relatório | Pina 37' | Público: 1 830 Árbitro: ARG Estela Álvarez |

| 12 de setembro | Coreia do Sul | 0 – 3     | Alemanha                                   | Estádio Larry Gomes, Arima                 |
| 15:00          |               | Relatório | Schmid 72' · Lotzen 76' · Chojnowski 90+3' | Público: 2 335 Árbitro: TRI Shane de Silva |

| 12 de setembro | México                                           | 4 – 0     | África do Sul | Estádio Ato Boldon, Couva                  |
| 15:00          | Solis 21' · Sánchez 52' · Murillo 68' · Pina 78' | Relatório |               | Público: 8 500 Árbitro: SUI Esther Staubli |

### Grupo C
| Seleção       | P | J | V | E | D | GP | GC | SG |
| ------------- | - | - | - | - | - | -- | -- | -- |
| Espanha       | 9 | 3 | 3 | 0 | 0 | 9  | 3  | +6 |
| Japão         | 6 | 3 | 2 | 0 | 1 | 13 | 4  | +9 |
| Venezuela     | 3 | 3 | 1 | 0 | 2 | 3  | 9  | -6 |
| Nova Zelândia | 0 | 3 | 0 | 0 | 3 | 2  | 11 | -9 |

| 6 de setembro | Espanha                                              | 4 – 1     | Japão        | Estádio Ato Boldon, Couva                      |
| 16:00         | Pérez 26' · Putellas 28' · Gutiérrez 41' · Pinel 55' | Relatório | Yokoyama 56' | Público: 1 364 Árbitro: MEX Quetzalli Alvarado |

| 6 de setembro | Nova Zelândia | 1 – 2     | Venezuela     | Estádio Ato Boldon, Couva                |
| 19:00         | Loye 10'      | Relatório | Viso 24', 67' | Público: 1 364 Árbitro: GRE Thalia Mitsi |

| 9 de setembro | Nova Zelândia | 1 – 3     | Espanha                           | Estádio Ato Boldon, Couva               |
| 16:00         | Loye 15'      | Relatório | Gili 4' · Mérida 48' · Lázaro 86' | Público: 1 758 Árbitro: KOR Cha Sung-Mi |

| 9 de setembro | Japão                                                                        | 6 – 0     | Venezuela | Estádio Ato Boldon, Couva                      |
| 19:00         | Kyokama 10', 32' (pen), 59' · Y. Tanaka 27' · Yokoyama 70' · Nagashima 90+2' | Relatório |           | Público: 1 758 Árbitro: MEX Quetzalli Alvarado |

| 13 de setembro | Japão                                                                | 6 – 0     | Nova Zelândia | Estádio Dwight Yorke, Scarborough           |
| 16:00          | Yokoyama 24', 58' · Y. Tanaka 59', 89' · M. Tanaka 74' · Honda 90+1' | Relatório |               | Público: 2 140 Árbitro: FIN Kirsi Heikkinen |

| 13 de setembro | Venezuela    | 1 – 2     | Espanha         | Estádio Manny Ramjohn, Marabella          |
| 16:00          | Alvarado 74' | Relatório | Lázaro 28', 83' | Público: 2 579 Árbitro: GUI Therese Sagno |

### Grupo D
| Seleção | P | J | V | E | D | GP | GC | SG |
| ------- | - | - | - | - | - | -- | -- | -- |
| Irlanda | 6 | 3 | 2 | 0 | 1 | 5  | 2  | +3 |
| Brasil  | 6 | 3 | 2 | 0 | 1 | 4  | 2  | +2 |
| Canadá  | 3 | 3 | 1 | 0 | 2 | 1  | 3  | -2 |
| Gana    | 3 | 3 | 1 | 0 | 2 | 1  | 4  | -3 |

| 6 de setembro | Irlanda     | 1 – 2     | Brasil          | Estádio Larry Gomes, Arima           |
| 16:00         | Killeen 58' | Relatório | Gláucia 4', 61' | Público: 1 881 Árbitro: CHN Wang Jia |

| 6 de setembro | Canadá      | 1 – 0     | Gana | Estádio Larry Gomes, Arima              |
| 19:00         | Cantave 54' | Relatório |      | Público: 1 881 Árbitro: KOR Cha Sung-Mi |

| 9 de setembro | Irlanda     | 1 – 0     | Canadá | Estádio Larry Gomes, Arima                    |
| 16:00         | Killeen 76' | Relatório |        | Público: 2 293 Árbitro: JPN Sachiko Yamagishi |

| 9 de setembro | Gana      | 1 – 0     | Brasil | Estádio Larry Gomes, Arima                 |
| 19:00         | Danso 22' | Relatório |        | Público: 2 293 Árbitro: SUI Esther Staubli |

| 13 de setembro | Gana | 0 – 3     | Irlanda                                 | Estádio Dwight Yorke, Scarborough          |
| 19:00          |      | Relatório | Campbell 5' · Donnelly 36' · Gilroy 77' | Público: 2 140 Árbitro: ARG Estela Álvarez |

| 13 de setembro | Brasil                | 2 – 0     | Canadá | Estádio Manny Ramjohn, Marabella         |
| 19:00          | Paula 20' · Thaís 51' | Resultado |        | Público: 2 579 Árbitro: HUN Gyöngyi Gaál |

## Fase final
|  | Quartas de final           | Quartas de final       |                                |                 | Semifinais     | Semifinais     |  |  | Final                          | Final |
|  |                            |                        |                                |                 |                |                |  |  |                                |       |
|  | 16 de setembro – Marabella |                        |                                |                 |                |                |  |  |                                |       |
|  |                            |                        |                                |                 |                |                |  |  |                                |       |
|  | Nigéria                    | 5                      |                                |                 |                |                |  |  |                                |       |
|  | Nigéria                    | 5                      | 21 de setembro – Couva         |                 |                |                |  |  |                                |       |
|  | Coreia do Sul (pro)        | 6                      |                                |                 |                |                |  |  |                                |       |
|  | Coreia do Sul (pro)        | 6                      | Coreia do Sul                  | 2               |                |                |  |  |                                |       |
|  | 17 de setembro – Couva     |                        | Coreia do Sul                  | 2               |                |                |  |  |                                |       |
|  |                            | Espanha                | 1                              |                 |                |                |  |  |                                |       |
|  | Espanha                    | Espanha                | 1                              | 2               |                |                |  |  |                                |       |
|  | Espanha                    |                        | 25 de setembro – Port of Spain | 2               |                |                |  |  |                                |       |
|  | Brasil                     | 1                      |                                |                 |                |                |  |  |                                |       |
|  | Brasil                     | 1                      | Coreia do Sul (pen)            | 3 (5)           |                |                |  |  |                                |       |
|  | 16 de setembro – Marabella |                        | Coreia do Sul (pen)            | 3 (5)           |                |                |  |  |                                |       |
|  |                            | Japão                  | 3 (4)                          |                 |                |                |  |  |                                |       |
|  | Alemanha                   | Japão                  | 3 (4)                          | 0               |                |                |  |  |                                |       |
|  | Alemanha                   | 21 de setembro – Couva |                                | 0               |                |                |  |  |                                |       |
|  | Coreia do Norte            | 1                      |                                |                 |                |                |  |  |                                |       |
|  | Coreia do Norte            | 1                      | Coreia do Norte                | 1               | Terceiro lugar | Terceiro lugar |  |  |                                |       |
|  | 17 de setembro – Arima     |                        | Coreia do Norte                | 1               | Terceiro lugar | Terceiro lugar |  |  |                                |       |
|  |                            | Japão                  | 2                              |                 |                |                |  |  |                                |       |
|  | Irlanda                    | Japão                  | 2                              | 1               | Espanha        | 1              |  |  |                                |       |
|  | Irlanda                    |                        |                                | 1               | Espanha        | 1              |  |  |                                |       |
|  | Japão                      | 2                      |                                | Coreia do Norte | 0              |                |  |  |                                |       |
|  | Japão                      | 2                      |                                |                 | 0              |                |  |  |                                |       |
|  |                            |                        |                                |                 |                |                |  |  | 25 de setembro – Port of Spain |       |
|  |                            |                        |                                |                 |                |                |  |  |                                |       |

### Quartas-de-final
| 16 de setembro | Nigéria                                          | 5 – 6 (pro) | Coreia do Sul                                                          | Estádio Manny Ramjohn, Marabella         |
| 16:00          | Ayila 2', 103' · Eyebhoria 3' · Okobi 37', 90+1' | Relatório   | Lee Geum-Min 15' · Yeo Min-Ji 23', 70' (pen), 89', 98' · Kim Areum 94' | Público: 4 034 Árbitro: GRE Thalia Mitsi |

| 16 de setembro | Alemanha | 0 – 1     | Coreia do Norte  | Estádio Manny Ramjohn, Marabella               |
| 19:00          |          | Relatório | Kim Kum-Jong 44' | Público: 4 034 Árbitro: MEX Quetzalli Alvarado |

| 17 de setembro | Espanha                  | 2 – 1     | Brasil            | Estádio Ato Boldon, Couva                     |
| 16:00          | Pinel 35' · Calderón 65' | Relatório | Andrés 76' (g.c.) | Público: 1 265 Árbitro: JPN Sachiko Yamagishi |

| 17 de setembro | Irlanda        | 1 – 2     | Japão                            | Estádio Larry Gomes, Arima               |
| 19:00          | O'Sullivan 53' | Relatório | Naomoto 34' (pen) · Yokoyama 66' | Público: 1 427 Árbitro: CAN Michelle Pye |

### Semifinal
| 21 de setembro | Coreia do Sul                    | 2 – 1     | Espanha      | Estádio Ato Boldon, Couva                |
| 16:00          | Yeo Min-Ji 25' · Joo Soo-Jin 39' | Relatório | Sampedro 23' | Público: 3 428 Árbitro: CAN Michelle Pye |

| 21 de setembro | Coreia do Norte  | 1 – 2     | Japão                     | Estádio Ato Boldon, Couva                |
| 19:00          | Kim Kum-Jong 59' | Relatório | Takagi 69' · Yokoyama 70' | Público: 3 428 Árbitro: HUN Gyöngyi Gaál |

### Disputa pelo 3º lugar
| 25 de setembro | Espanha   | 1 – 0     | Coreia do Norte | Estádio Hasely Crawford, Port of Spain         |
| 15:00          | Pinel 56' | Relatório |                 | Público: 12 983 Árbitro: MEX Quetzali Alvarado |

### Final
| 25 de setembro | Coreia do Sul                                      | 3 – 3 (pro) | Japão                                  | Estádio Hasely Crawford, Port of Spain       |
| 18:00          | Lee Jung-Eun 6' · Kim Areum 45+1' · Lee So-Dam 79' | Relatório   | Naomoto 11' · Y. Tanaka 17' · Kato 57' | Público: 12 983 Árbitro: FIN Kirsi Heikkinen |

|                                                                     |       | Penalidades                                    |  |
| Lee Jung-Eun Yeo Min-Ji Lee So-Dam Kim Da-Hye Kim Areum Jang Sel-Gi | 5 – 4 | Y. Tanaka Wada Nakada Hamada Naomoto Muramatsu |  |

## Premiações
| Copa do Mundo de Futebol Feminino Sub-20 de 2010 |
| Coreia do Sul                                    |
| ------------------------------------------------ |
| COREIA DO SUL Campeã (1º título)                 |

### Individuais
| Chuteira de Ouro | Bola de Ouro   | Luva de Ouro         | Fair Play |
| ---------------- | -------------- | -------------------- | --------- |
| KOR Yeo Min-Ji   | KOR Yeo Min-Ji | ESP Dolores Gallardo | Alemanha  |

## Artilharia
| 8 gols (1) - KOR Yeo Min-Ji 7 gols (1) - GER Kyra Malinowski 6 gols (1) - JPN Kumi Yokoyama - NGA Loveth Ayila 5 gols (3) - GER Lena Petermann - NGA Ngozi Okobi - PRK Kim Kum-Jong 4 gols (2) - GER Lena Lotzen - JPN Yoko Tanaka 3 gols (4) - ESP Paloma Lázaro - ESP Raquel Pinel - JPN Mai Kyokawa - NGA Francisca Ordega 2 gols (11) - BRA Gláucia - GER Melanie Leupolz - IRL Siobhan Killeen - JPN Hikaru Naomoto - KOR Kim Areum | 2 gols (continuação) - MEX Fernanda Pina - NZL Kate Loye - PRK Kim Su-Gyong - RSA Jermaine Seoposenwe - TRI Liana Hinds - VEN Ysaura Viso 1 gol (39) - BRA Paula - BRA Thaís - CAN Haisha Cantave - CHI Iona Rothfeld - ESP Alexia Putellas - ESP Amanda Sampedro - ESP Gema Gili - ESP Iraia Pérez - ESP Laura Gutiérrez - ESP Nagore Calderón - ESP Sara Mérida - GER Isabella Schmid - GER Kristin Demann - GER Silvana Chojnowski - GHA Alice Danso - IRL Aileen Gilroy - IRL Denise O'Sullivan - IRL Megan Campbell | 1 gol (continuação) - IRL Stacie Donnelly - JPN Chika Kato - JPN Hikari Nagashima - JPN Hikari Takagi - JPN Mina Tanaka - JPN Yuka Honda - KOR Joo Soo-Jin - KOR Kim Da-Hye - KOR Kim Na-Ri - KOR Lee Geum-Min - KOR Lee Jung-Eun - KOR Lee Yoo-Na - KOR Lee So-Dam - KOR Shin Dam-Yeong - MEX Andrea Sánchez - MEX Christina Murillo - MEX Daniela Solis - NGA Winifred Eyebhoria - PRK Pong Son-Hwa - TRI Diarra Simmons - VEN Anna Alvarado Gols contra (2) - RSA Jermaine Seoposenwe (para a Alemanha) - ESP Ivana Andrés (para o Brasil) |